# Olympische Sommerspiele 1964/Kanu – Einer-Kajak 500 m (Frauen)
Die Wettkämpfe im Einer-Kajak über 500 Meter bei den Olympischen Sommerspielen 1964 wurde vom 20. bis 22. Oktober auf dem Sagami-ko in der Nähe von Tokio ausgetragen.
Aus zwei Vorläufen erreichten sechs Boote das Finale. Über den Hoffnungslauf wurde das Finale um drei weitere Boote ergänzt. Dort gewann Ljudmila Pinajewa aus der Sowjetunion.

## Ergebnisse

### Vorläufe
Die jeweils ersten drei Boote qualifizierten sich für die Halbfinals, die restlichen Boote für den Hoffnungslauf.

#### Lauf 1
| Rang | Athletin         | Nation           | Zeit        |
| ---- | ---------------- | ---------------- | ----------- |
| 1    | Hilde Lauer      | Rumänien         | 2:10,91 min |
| 2    | Elke Felten      | Deutschland      | 2:11,94 min |
| 3    | Hanneliese Spitz | Österreich       | 2:12,14 min |
| 4    | Zdeňka Hradilová | Tschechoslowakei | 2:13,56 min |
| 5    | Mária Róka       | Ungarn           | 2:13,74 min |
| 6    | Marianne Tucker  | Großbritannien   | 2:14,37 min |
| 7    | Margaret Buck    | Australien       | 2:31,91 min |

#### Lauf 2
| Rang | Athletin             | Nation             | Zeit        |
| ---- | -------------------- | ------------------ | ----------- |
| 1    | Ljudmila Pinajewa    | Sowjetunion        | 2:10,38 min |
| 2    | Marcia Jones Smoke   | Vereinigte Staaten | 2:11,50 min |
| 3    | Else-Marie Ljungdahl | Schweden           | 2:12,82 min |
| 4    | Nikolina Russewa     | Bulgarien          | 2:13,26 min |
| 5    | Daniela Walkowiak    | Polen              | 2:13,38 min |
| 6    | Birthe Hansen        | Dänemark           | 2:14,02 min |

### Hoffnungslauf
Die ersten drei Boote des Hoffnungslaufs erreichten das Finale.
| Rang | Athletin          | Nation           | Zeit        |
| ---- | ----------------- | ---------------- | ----------- |
| 1    | Mária Róka        | Ungarn           | 2:14,63 min |
| 2    | Daniela Walkowiak | Polen            | 2:14,71 min |
| 3    | Birthe Hansen     | Dänemark         | 2:15,28 min |
| 4    | Nikolina Russewa  | Bulgarien        | 2:15,49 min |
| 5    | Marianne Tucker   | Großbritannien   | 2:16,56 min |
| 6    | Zdeňka Hradilová  | Tschechoslowakei | 2:16,63 min |
| 7    | Margaret Buck     | Australien       | 2:21,00 min |

### Finale
| Rang | Athletin             | Nation             | Zeit        |
| ---- | -------------------- | ------------------ | ----------- |
| 1    | Ljudmila Pinajewa    | Sowjetunion        | 2:12,87 min |
| 2    | Hilde Lauer          | Rumänien           | 2:15,35 min |
| 3    | Marcia Jones Smoke   | Vereinigte Staaten | 2:15,68 min |
| 4    | Elke Felten          | Deutschland        | 2:15,94 min |
| 5    | Else-Marie Ljungdahl | Schweden           | 2:16,00 min |
| 6    | Hanneliese Spitz     | Österreich         | 2:16,11 min |
| 7    | Daniela Walkowiak    | Polen              | 2:17,52 min |
| 8    | Mária Róka           | Ungarn             | 2:17,85 min |
| 9    | Birthe Hansen        | Dänemark           | 2:18,21 min |

## Weblink
- Ergebnisse